# Civis Romanus sum

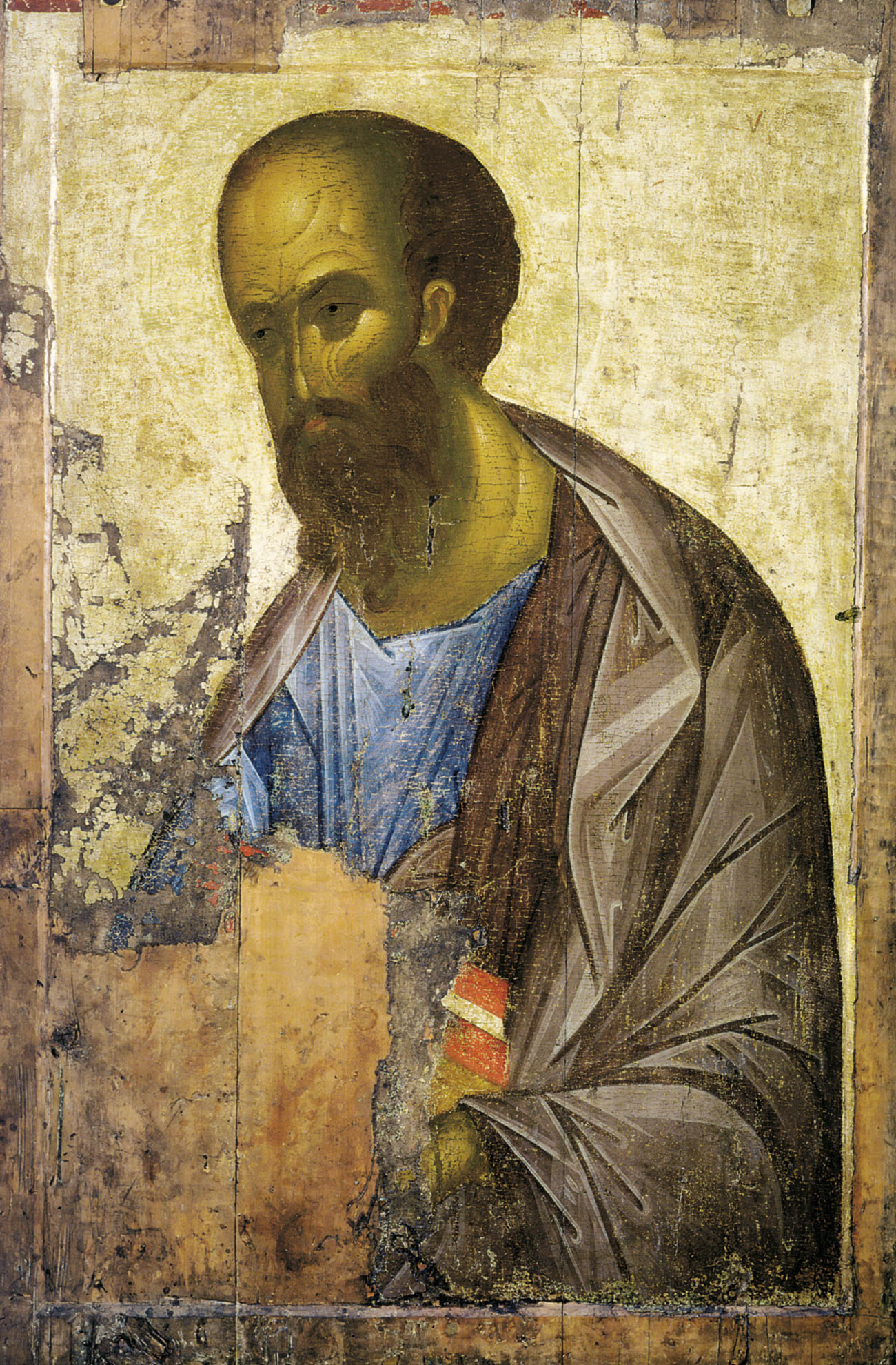
Апостол Павел, которого римское гражданство спасло от бичевания

Civis Romanus sum! [ˈkiːwɪs roːˈmaːnʊs ˈsũː] — латинское крылатое выражение. Дословно переводится как «Я римский гражданин!».
Так может сказать о себе человек, занимающий привилегированное положение, имеющий ряд льгот, а также гражданин государства, которое играет важную роль в мировой политике. Эта форма заявляла о полноправии римского гражданина и гарантировала ему неприкосновенность во время пребывания за пределами Рима. Согласно закону, любой римский гражданин, даже самый последний нищий, не мог попасть в зависимость от другого лица, подвергнуться телесным наказаниям (порке и пытке), быть приговорённым к смертной казни или изгнанию, без согласия на то народного собрания.
В Новом Завете (Деяния святых апостолов, 22:25—29) рассказывается о том, как римское гражданство спасает апостола Павла от бичевания в Иерусалиме.

22:25 Но когда растянули его ремнями, Павел сказал стоявшему сотнику: разве вам позволено бичевать Римского гражданина, да и без суда? 

22:26 Услышав это, сотник подошел и донес тысяченачальнику, говоря: смотри, что ты хочешь делать? этот человек — Римский гражданин. 

22:27 Тогда тысяченачальник, подойдя к нему, сказал: скажи мне, ты Римский гражданин? Он сказал: да. 

22:28 Тысяченачальник отвечал: я за большие деньги приобрел это гражданство. Павел же сказал: а я и родился в нем. 

22:29 Тогда тотчас отступили от него хотевшие пытать его. А тысяченачальник, узнав, что он Римский гражданин, испугался, что связал его.

Выражение встречается у Цицерона в обвинительных речах против Верреса (V, 52)[уточнить], римского наместника в Сицилии, занимавшегося вымогательством, произволом и взяточничеством. Его люди задерживали проплывающие мимо богатые торговые суда, доставляли груз к наместнику на дом, а самих купцов обвиняли в связях с пиратами и отправляли в каменоломни. Когда все застенки оказались переполнены, Веррес приказал расправляться с узниками:

Римских граждан душили в тюрьмах, предавая позорнейшей из казней, и тот возглас, та мольба: «Я римский гражданин!» (лат. Civis Romanus sum!), которая не раз спасала стольких римлян в чужих землях, среди варваров, здесь навлекла лишь страшнейшую смерть и скорейшую казнь.

В июне 1850 года лорд Пальмерстон выступил с речью, которая стала известна как речь «Civis Romanus sum!». В ней он ратовал за то, чтобы каждый британский подданный вне пределов родины защищался Британской империей так же, как римские граждане — в Римской.
Американский президент Джон Ф. Кеннеди использовал фразу 26 июня 1963 г. перед Шёнебергской ратушей в тогдашнем Западном Берлине. Кеннеди выразил свою солидарность и поддержку западным берлинцам после возведения коммунистическим режимом ГДР Берлинской стены, призванной преградить путь массовой миграции граждан в Западный Берлин.
- Two thousand years ago the proudest boast was «civis Romanus sum». Today, in the world of freedom, the proudest boast is «Ich bin ein Berliner».

Две тысячи лет назад высшей гордостью было «civis Romanus sum». Сегодня, в мире свободы, высшей гордостью является «Ich bin ein Berliner».